# بیلی دونکین
بیلی دونکین (انگلیسی: Billy Donkin; ۲۲ ژوئن ۱۹۰۰ – October quarter 1974 (aged 74)) بازیکن فوتبال اهل بریتانیا بود.
از باشگاه‌هایی که در آن بازی کرده‌است می‌توان به باشگاه فوتبال نلسون اشاره کرد.